# Bambusa affinis
Bambusa affinis är en gräsart som beskrevs av William Munro. Bambusa affinis ingår i släktet Bambusa och familjen gräs. Inga underarter finns listade i Catalogue of Life.